# Basavapatna, Sidlaghatta
Basavapatna là một làng thuộc tehsil Sidlaghatta, huyện Kolar, bang Karnataka, Ấn Độ.